# Силицид кобальта
Силицид кобальта — бинарное неорганическое соединение металла кобальта и кремния с формулой CoSi,
серые кристаллы.

## Получение
- Нагревание кобальта с силицидом меди:

{\displaystyle {\mathsf {Co+Cu_{4}Si\ {\xrightarrow {1500^{o}C}}\ CoSi+4Cu}}}

## Физические свойства
Силицид кобальта образует парамагнитные серые кристаллы
кубической сингонии,
пространственная группа P 213,
параметры ячейки a = 0,4447 нм, Z = 4.